# چکش‌آرواره
چکش‌آرواره (نام علمی: Omosudis lowii) نام یک گونه از تیره نیشترماهی است.